# Jamesbrittenia
Jamesbrittenia es un género con 86 especies de plantas de flores de la familia Scrophulariaceae. 

## Especies seleccionadas
- Jamesbrittenia accrescens
- Jamesbrittenia acutiloba
- Jamesbrittenia adpressa
- Jamesbrittenia albanensis
- Jamesbrittenia albiflora

- Datos: Q9010742
- Multimedia: Jamesbrittenia / Q9010742
- Especies: Jamesbrittenia